# Otto III. (Bayern)

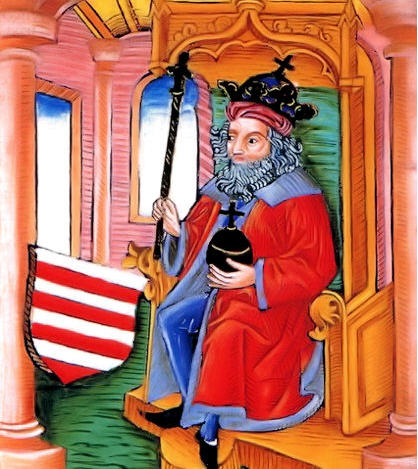
Otto III. von Bayern als Otto/Béla V. von Ungarn

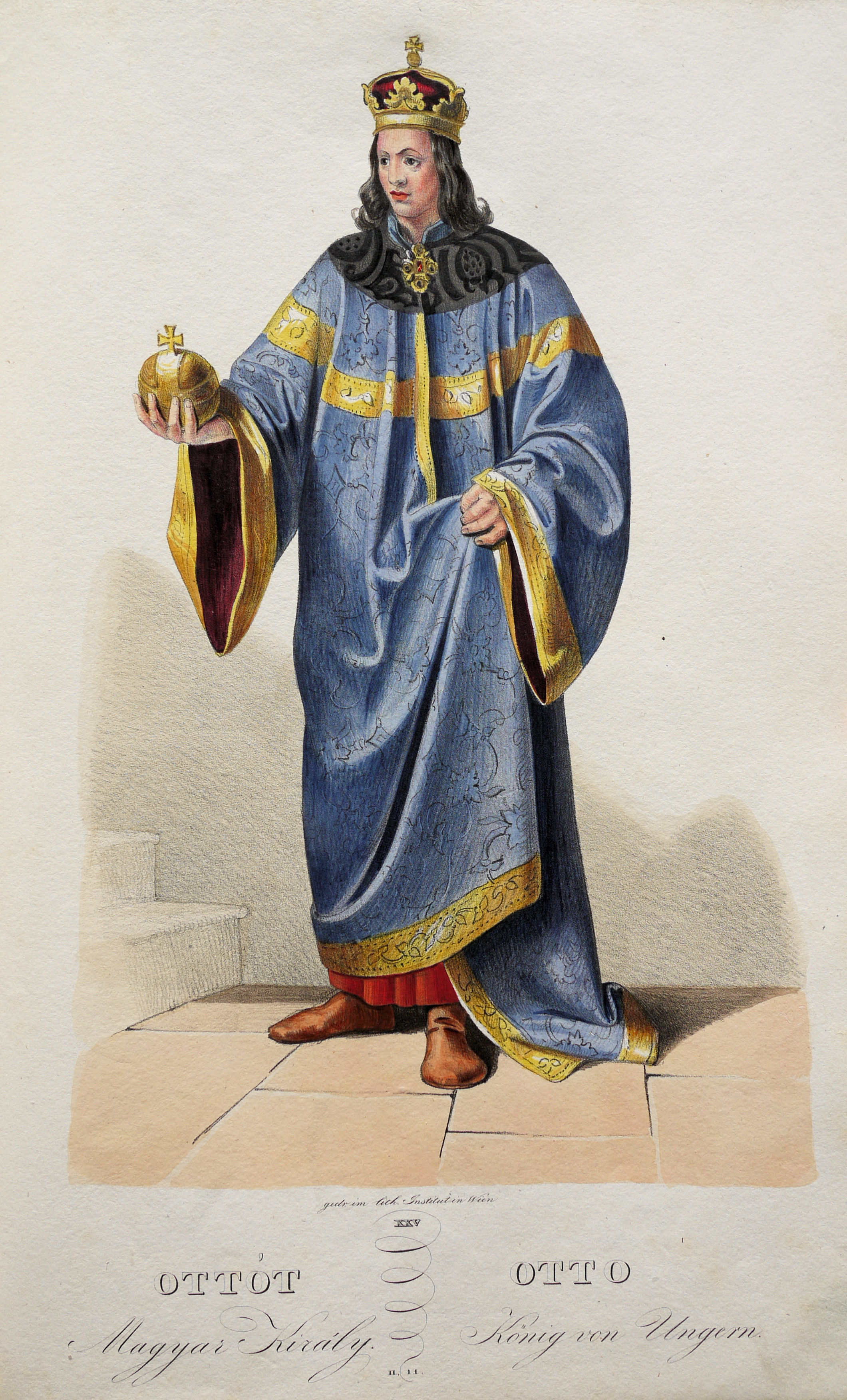
Otto III. von Bayern. Lithographie von Josef Kriehuber nach einer Zeichnung von Moritz von Schwind, ca. 1828

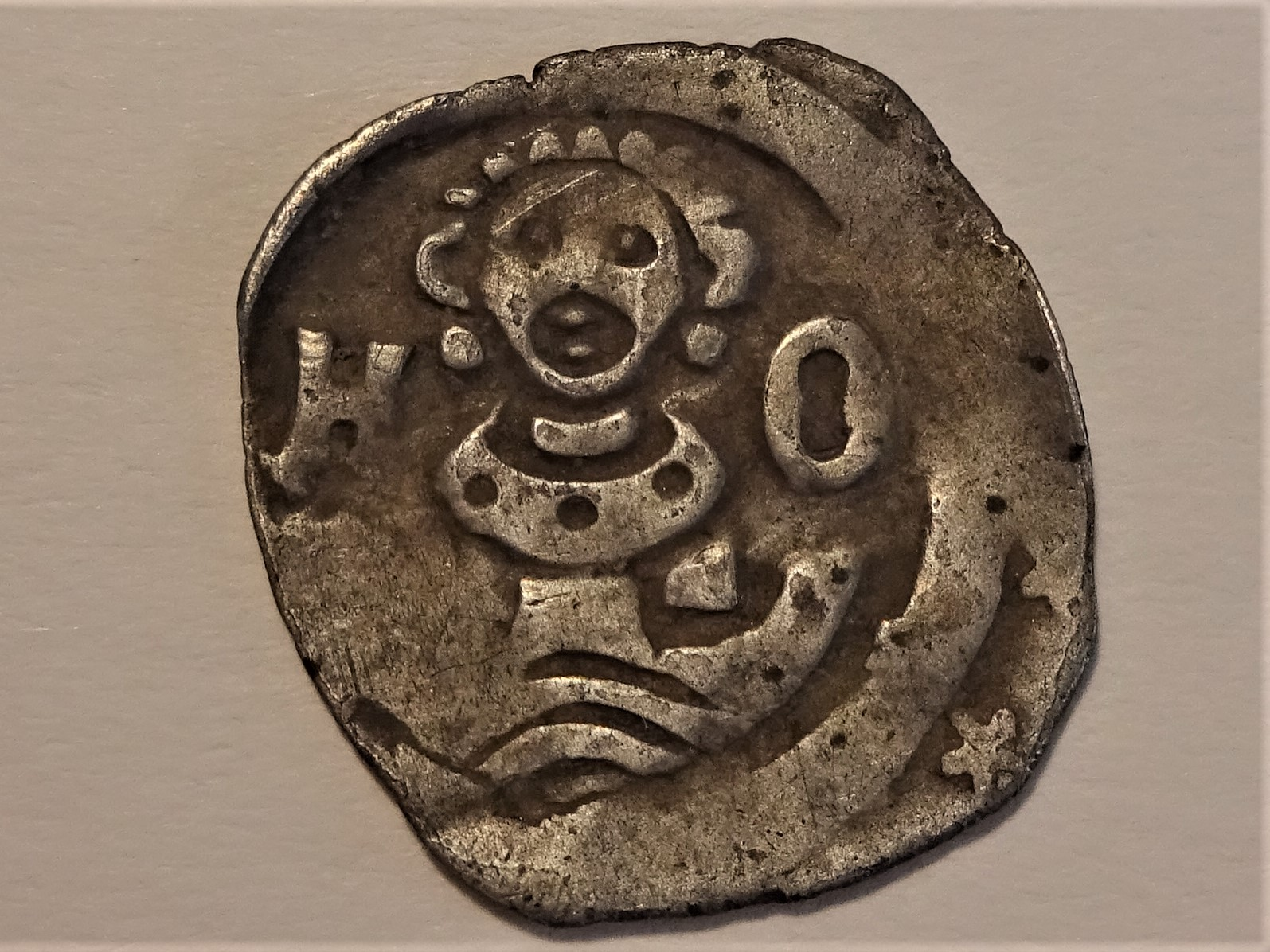
Otto III. auf Straubinger Pfennig

Otto III. von Bayern (* 11. Februar 1261; † 9. September 1312 in Landshut) stammte aus dem Geschlecht der Wittelsbacher. Er war von 1290 bis 1312 Herzog von Niederbayern und von 1305 bis 1307 als Béla V. auch ungarischer König.

## Leben

### Herkunft
Ottos Vater war Herzog Heinrich XIII., sein Großvater Herzog Otto II. von Bayern. Über seine Mutter Elisabeth von Ungarn (1236–1271) hatte er Anspruch auf den ungarischen Thron.

### Frühe Jahre als Herzog von Niederbayern
Nach einer von seinem Vater herbeigeführten Vereinbarung wurde Otto 1290 alleiniger Herrscher Niederbayerns, und auch als seine Brüder Ludwig III. und Stephan I. seit 1294 mitregierten, ordneten sich diese seinem Befehl unter.
Ottos besonderes Interesse galt dem Erwerb der Steiermark. Aus diesem Grund verfolgte er eine anti-habsburgische Politik und stellte sich auf die Seite Adolfs von Nassau gegen den Habsburger Albrecht von Österreich. 1292 unterstützte Otto den antihabsburgischen Aufstand des Landsberger Bundes in der Steiermark, blieb damit allerdings erfolglos.
1298 kämpfte er, ebenso wie sein oberbayerischer Vetter Rudolf, in der verlorenen Schlacht bei Göllheim vergeblich für Adolf, der hier zu Tode kam, wobei er selbst verwundet wurde. Der neue König Albrecht entzog ihm unter anderem die ehemaligen Staufergüter Parkstein und Weiden, die er König Wenzel II. von Böhmen übertrug.

### König von Ungarn
Nachdem Otto nach dem Aussterben der Arpaden bereits 1301 die Stephanskrone angeboten worden war, lehnte er zunächst wegen der problematischen innenpolitischen Lage Ungarns ab. Otto unterstützte Wenzel gegen Albrecht, und als ihm die ungarische Krone noch einmal angeboten wurde, ging er im Juli 1305 an den Prager Hof, wo ihm der neue König Wenzel III. seinen Anspruch auf das ungarische Territorium abtrat. Da ihm Albrecht den Weg durch Österreich versperrte, verkleidete er sich als Kaufmann und kam am 11. November 1305 in Ofen an. Die Ungarische Bilderchronik schreibt Folgendes über diese Reise:
Als die heilige Krone durch den besagten Otto nach Ungarn zurückgebracht wurde, ließ er diese aus Angst vor seinen Feinden durch einen Drechsler in einem Fässchen verstecken. Als er nun mit den Seinen in stiller Nacht auf einer Landstraße ritt, wo viele entlangkamen, löste sich zufällig der Riemen, mit dem das Fässchen wie ein Weingefäß an den Sattel gebunden war. Es fiel herunter, ohne daß es jemand bemerkte. Als sie dann bei Tagesanbruch feststellten, daß der kostbare Schatz nicht mehr vorhanden war, ritten sie erschrocken - so schnell wie möglich - auf demselben Wege zurück, den sie gekommen waren. Da fanden sie die Krone, die zwischen den vielen Vorübergehenden auf dem Boden lag, auf der offenen Landstraße, und niemand hatte sie vor ihnen gefunden.
[...]

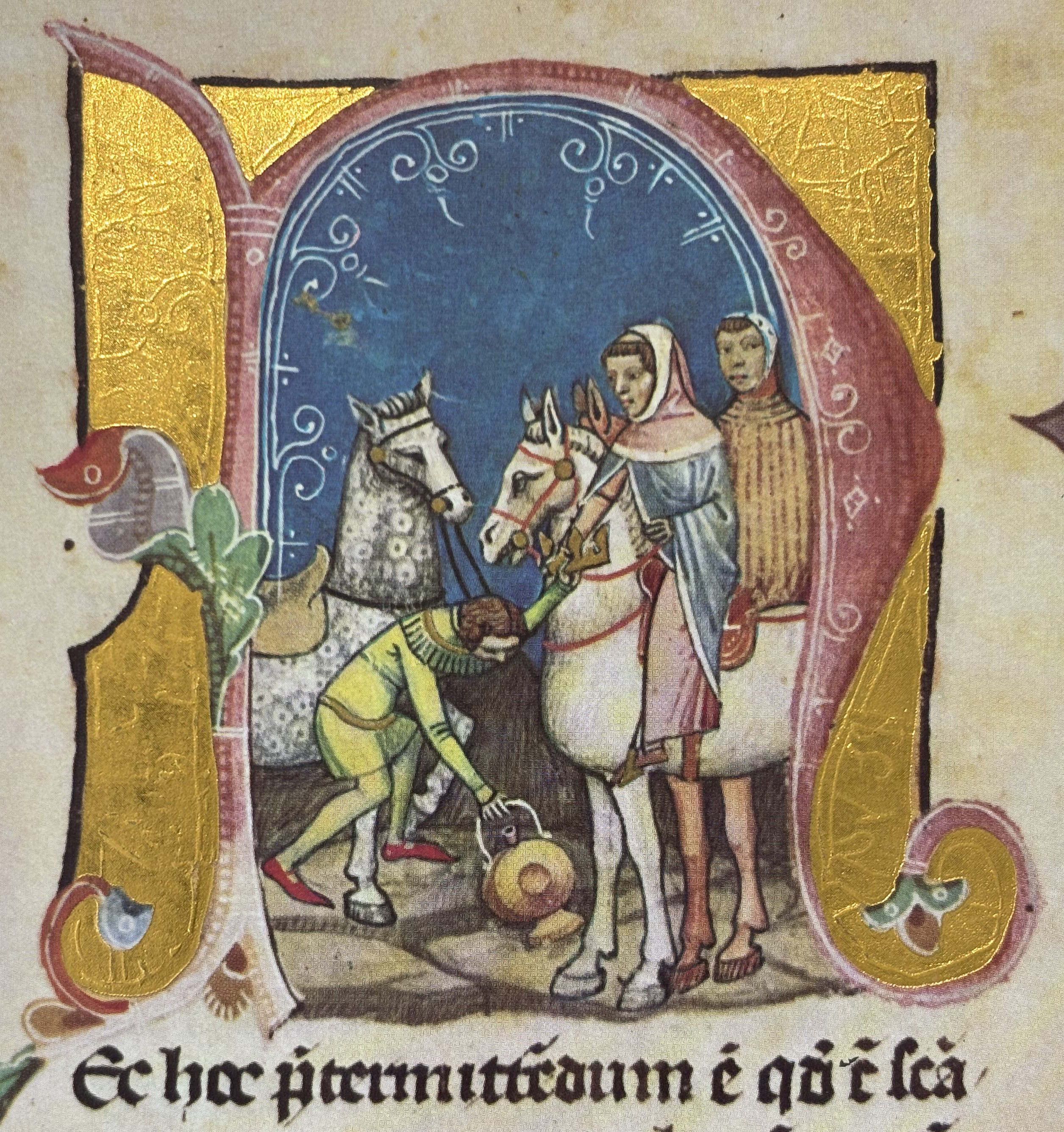
Das Auffinden der verlorenen Krone (Ungarische Bilderchronik)

Das ist wahrlich ein Wunder, das nicht verschwiegen werden soll! Denn wie kann ich das verstehen, daß er "die Krone verlor"? Doch wohl so, daß jener Fürst die Krone nicht bis zu seinem Lebensende tragen durfte und daß er sie von seinem Haupte verlor - die Krone ebenso wie seine Ehre. - Und was bedeutet es, daß sie nur von denen gefunden werden konnte, die sie trugen? Das heißt wohl, daß Pannonien seine vom Himmel geschenkte Krone nie verlieren kann.
Schließlich wurde Otto am 6. Dezember 1305 in Stuhlweißenburg als Béla V. zum ungarischen König gekrönt. Den Namen wählte er nach seinem Großvater König Béla IV. um seinen Herrschaftsanspruch zu unterstreichen. Die Krönungszeremonie wurde von Benedikt III., Bischof von Veszprim und Antal I., Bischof von Csanád vollzogen. Der Erzbischof von Gran, der als Primas von Ungarn alleine berechtigt gewesen wäre ungarische Herrscher zu krönen, weigerte sich Otto zu krönen, da er an der Seite der Anjous stand.
Letztlich scheiterte jedoch sowohl seine Ungarn- als auch seine Österreichpolitik. Ab dem Jahresende 1306 eroberte sein Rivale Karl-Robert von Anjou nach einem einjährigen Waffenstillstand Teile Ungarns. Papst Clemens V., aus südfranzösischen Adel stammend, verbot Otto, den Königstitel zu führen. Otto, der seine Unterstützer vor allem im Westen und Norden Ungarns hatte, versprach sich offenbar Vorteile aus einer Annäherung an die Magnaten des Südostens, da er im Frühjahr 1307 nach Siebenbürgen reiste. Im Juni 1307 wurde Otto während eines Besuchs durch den Voivoden von Transylvanien, Ladislaus (László) Kán, gefangen genommen, der nun weder Otto noch Karl-Robert als König anerkannte. Káns Gesinnungswechsel wird dem zwischenzeitlich weiter angewachsenen Einfluss der Anjou-Partei sowie entsprechenden Aktivitäten der Habsburger zugeschrieben.
Im Oktober 1307 erkannte Otto während seiner Haft dagegen Karl-Roberts ungarische Herrschaft an und wurde bald dem Anjou-Parteigänger Ugrin Csák übergeben, um anschließend gegen ein hohes Lösegeld freigelassen und aus Ungarn vertrieben zu werden. Auf der Flucht aus Ungarn hielt er sich bei seinem Vetter Heinrich III. von Glogau auf, wo er sich mit dessen Tochter Agnes verlobte.

### Späte Jahre als Herzog von Niederbayern
Im Februar 1308 kam Otto nach Landshut zurück, wo er am 18. Mai 1309 Agnes heiratete. Während seiner Abwesenheit hatte sein Bruder Stephan alleine die Regierung in Niederbayern innegehabt, welcher dann 1310 während eines neuen Krieges gegen die Habsburger starb. Der langwierige Konflikt mit den Habsburgern, der noch 1310 zur Verwüstung Burghausens führte, fand erst am 2. Februar 1311 durch den Frieden von Salzburg ein Ende. Seine eigenen Unternehmungen und die hinterlassenen Schulden seiner inzwischen verstorbenen Brüder bereiteten Otto große finanzielle Probleme. Bereits 1295 hatte er die Steuern erhöht und nach seiner Rückkehr aus Ungarn erhob er eine neue Notsteuer. Nach seiner Rückkehr nahm Otto dennoch das Patriarchenkreuz (seit König Bela IV. Wappenbild der ungarischen Könige) in sein Siegel und Wappen auf. Den ungarischen Königstitel führten Otto und Agnes von Niederbayern Zeit ihres Lebens.
Mit der Ottonischen Handfeste von 1311 überließ er im Austausch mit einer einmaligen Viehsteuer die Niedergerichtsbarkeit gegen deren käuflichen Erwerb dem Adel und der Geistlichkeit. Bis dahin hatte diese Gerichtsbarkeit nur dem Landesherrn zugestanden. Doch besonders das ungarische Thronabenteuer hatte erhebliche finanzielle Lasten verursacht. Otto musste daher den Ständen Zugeständnisse machen. Damit begann die eigentliche Entwicklung der bayerischen Stände in Ottos Regierungszeit. Das ebenfalls in der Ottonischen Handfeste zugesicherte Steuerbewilligungsrecht der Landstände markiert zusammen mit der Schnaitbacher Urkunde der oberbayerischen Herzöge von 1302 den Beginn des Parlamentarismus in Bayern.
Otto starb im September 1312 und wurde im Kloster Seligenthal bei Landshut bestattet. Ihm folgte sein erst im selben Jahr geborener Sohn Heinrich nach, der wie seine beiden ebenfalls minderjährigen Neffen, Stephans Söhne, zunächst unter Vormundschaft der oberbayerischen Herzöge stand.

## Nachkommen
- 1. Ehe mit Katharina von Habsburg (um 1256–1282), Tochter König Rudolfs I.
  - Rudolf (*/† 1280)
  - Heinrich (*/† 1280)
- 2. Ehe 18. Mai 1309 mit Agnes von Glogau (* 1293/96; † 1361), Tochter des Herzogs Heinrich III. von Glogau
  - Agnes (* 1310; † 1360) ⚭ Graf Heinrich IV. von Ortenburg
  - Heinrich XV. (* 1312; † 1333)